# Alexander G. Cattell

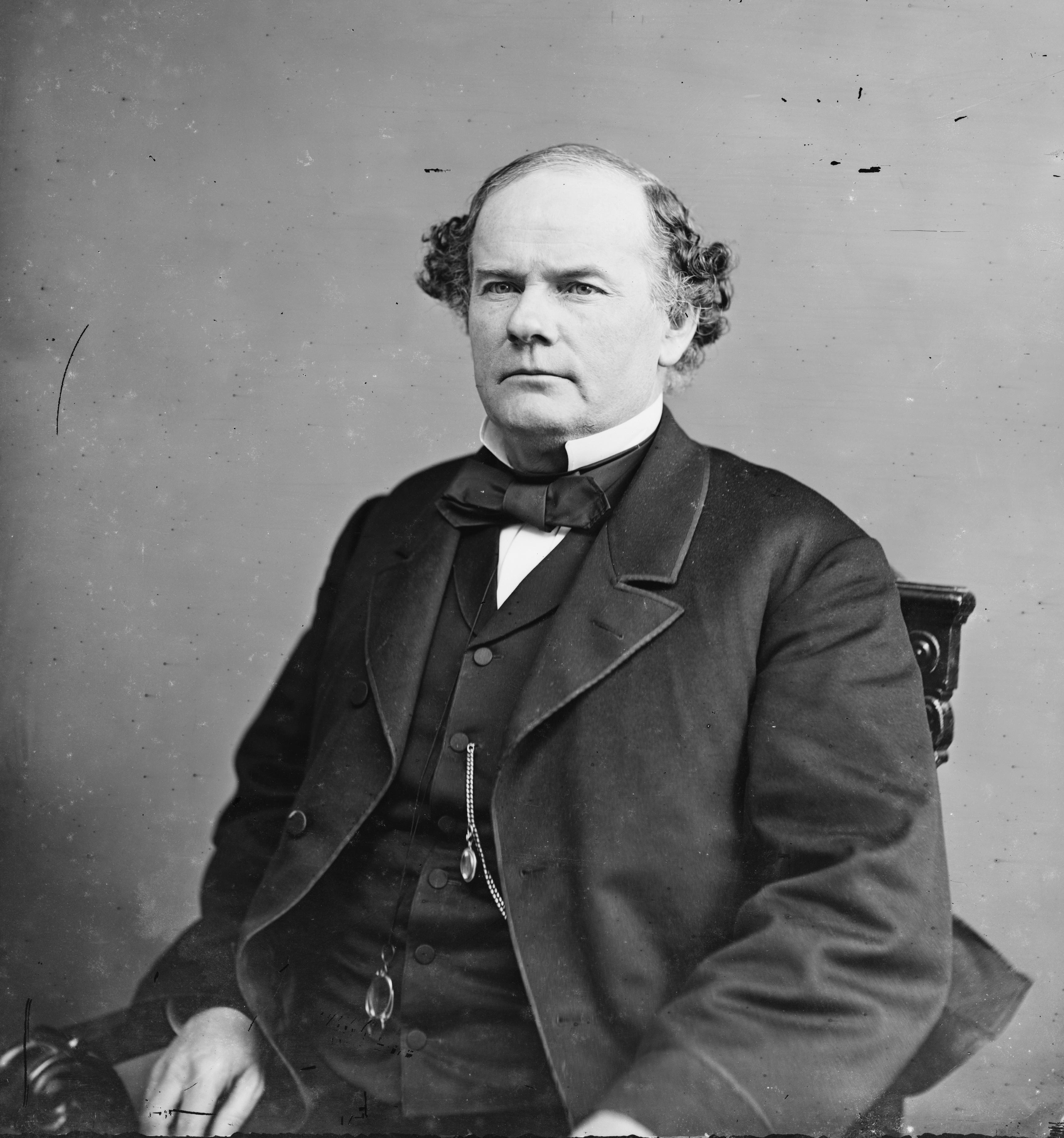
Alexander G. Cattell

Alexander Gilmore Cattell, född 12 februari 1816 i Salem, New Jersey, död 8 april 1894 i Jamestown, New York, var en amerikansk republikansk politiker. Han representerade delstaten New Jersey i USA:s senat 1866-1871.
Cattell var verksam som handelsman i New Jersey. Han flyttade sedan 1846 till Philadelphia och var verksam inom bankbranschen. Han flyttade 1863 tillbaka till New Jersey.
På grund av en tvist om New Jerseys mandat avsattes demokraten John P. Stockton 1866 och Cattell tillträdde som senator. Han kandiderade inte till omval och efterträddes 1871 av Frederick T. Frelinghuysen.
Cattells grav finns på Colestown Cemetery i Camden County, New Jersey.